# Baja 1000
De Baja 1000 is een jaarlijks rally-evenement voor auto's en motoren. De rally, over een totale afstand van 1000 mijl, zo'n 1600 kilometer, wordt verreden op het Mexicaanse schiereiland Baja California. De race maakt deel uit van het Desert-racing kampioenschap, waar onder andere ook de Baja 500 en de San Felipe 250 in verreden worden.

## Historie
De race werd voor het eerst verreden op 31 oktober 1967, als de Mexican 1000 Rally. Het parcours begon in Tijuana en eindigde 849 mijl, 1366 kilometer, verder in La Paz. De winnende tijd was 27 uur en 38 minuten, gereden door de Amerikanen Vic Wilson en Ted Mangels in een Meyers buggy.

## Parcours
De rally kent twee afzonderlijke disciplines, point-to-point en de loop-race. De point-to-point race is de totale afstand van 1000 mijl van Ensenada naar La Paz. Hoewel de afstand officieel 1000 mijl is komt het regelmatig voor dat het parcours iets langer of korter is dan deze afstand.
De loop-race is korter dan de point-to-point, met zo'n 830 mijl. De race start en finisht op dezelfde plaats. Traditioneel is dit in Ensenada, maar er zijn in het verleden ook andere startlocaties geweest.

## Deelnemers
Aan de race mogen auto's en motoren deelnemen. Ook hier zijn een aantal categorieën ingedeeld. Zo zijn er bij de auto's klassementen voor buggy's, en zogenaamde Trophy Trucks. Tevens zijn er verschillende categorieën bij zowel de auto's als motoren afgeleid van de maximale cilinderinhoud van de motor.